# Ablautus basini
Ablautus basini är en tvåvingeart som beskrevs av Wilcox 1966. Ablautus basini ingår i släktet Ablautus och familjen rovflugor. Inga underarter finns listade i Catalogue of Life.